# Najniższa emerytura
Ten artykuł należy dopracować:

przedstawiono sytuację tylko z polskiej perspektywy – artykuł powinien być przekrojowy.
Pomóż go poprawić. 
Najniższa emerytura, emerytura minimalna – najniższe gwarantowane świadczenie emerytalne. W przeciwieństwie do emerytury obywatelskiej, prawo do emerytury minimalnej nabywa się po odpowiednim stażu pracy.

## Najniższa emerytura w Polsce
W Polsce świadczenie to przysługuje osobom, które osiągnęły wiek emerytalny oraz których staż pracy wynosi 20 lat w przypadku kobiet i 25 lat w przypadku mężczyzn.
Wysokość świadczenia jest waloryzowana corocznie 1 marca.
W 2024 roku emeryturę w wysokości najniższej pobierało 170,8 tys. osób, co stanowiło około 2,7% osób pobierających emeryturę z ZUS (6,27 mln).
| Rok  | Pobierający najniższą emeryturę | Pobierający najniższą emeryturę | Pobierający emeryturę z ZUS ogółem |
| Rok  | Liczbowo                        | %                               | Pobierający emeryturę z ZUS ogółem |
| ---- | ------------------------------- | ------------------------------- | ---------------------------------- |
| 2019 | 214,9 tys.                      | 3,7%                            | 5 754,8 tys.                       |
| 2020 | 221,0 tys.                      | 3,7%                            | 5 907,7 tys.                       |
| 2021 | 210,4 tys.                      | 3,5%                            | 5 982,8 tys.                       |
| 2022 | 193,9 tys.                      | 3,2%                            | 6 028,2 tys.                       |
| 2023 | 180,1 tys.                      | 2,9%                            | 6 136,6 tys.                       |
| 2024 | 170,8 tys.                      | 2,7%                            | 6 267,0 tys.                       |

### Podatki i składki od najniższej emerytury
Przed 2022 rokiem od emerytury minimalnej pobierana była składka na ubezpieczenie zdrowotne w wysokości 9% oraz podatek dochodowy, pomniejszony o 1/12 kwoty zmniejszającej podatek (525,12 zł rocznie) oraz o część składki zdrowotnej (7,75%).
Od 2022 roku, po wprowadzeniu „Polskiego Ładu”, emerytury w wysokości poniżej 2 500 zł zostały zwolnione z podatku dochodowego. Od najniższej emerytury jest pobierana tylko składka zdrowotna w wysokości 9%.

### Wysokość najniższej emerytury w Polsce od 2000 roku
| Okres                   | Kwota brutto | Kwota netto |
| ----------------------- | ------------ | ----------- |
| 01.06.2000 – 31.05.2001 | 470,51 zł    |             |
| 01.06.2001 – 31.05.2002 | 530,26 zł    |             |
| 01.06.2002 – 28.02.2003 | 532,91 zł    |             |
| 01.03.2003 – 29.02.2004 | 552,63 zł    |             |
| 01.03.2004 – 28.02.2006 | 562,58 zł    |             |
| 01.03.2006 – 29.02.2008 | 597,46 zł    |             |
| 01.03.2008 – 28.02.2009 | 636,29 zł    |             |
| 01.03.2009 – 28.02.2010 | 675,10 zł    |             |
| 01.03.2010 – 28.02.2011 | 706,29 zł    |             |
| 01.03.2011 – 29.02.2012 | 728,18 zł    |             |
| 01.03.2012 – 28.02.2013 | 799,18 zł    |             |
| 01.03.2013 – 28.02.2014 | 831,15 zł    |             |
| 01.03.2014 – 28.02.2015 | 844,45 zł    |             |
| 01.03.2015 – 29.02.2016 | 880,45 zł    | 757,21 zł   |
| 01.03.2016 – 28.02.2017 | 882,56 zł    | 758,92 zł   |
| 01.03.2017 – 28.02.2018 | 1000 zł      | 853,84 zł   |
| 01.03.2018 – 28.02.2019 | 1029,80 zł   | 878,12 zł   |
| 01.03.2019 – 29.02.2020 | 1100 zł      | 943 zł      |
| 01.03.2020 – 28.02.2021 | 1200 zł      | 1025 zł     |
| 01.03.2021 – 28.02.2022 | 1250,88 zł   | 1066,24 zł  |
| 01.03.2022 – 28.02.2023 | 1338,44 zł   | 1217,98 zł  |
| 01.03.2023 – 29.02.2024 | 1588,44 zł   | 1445,48 zł  |
| 01.03.2024 – 28.02.2025 | 1780,96 zł   | 1620,67 zł  |
| od 01.03.2025           | 1878,91 zł   | 1709,81 zł  |
| Źródło: gofin.pl        |              |             |